# 456
456 је била преступна година.

## Догађаји
- Википедија:Непознат датум — Вандали уништили Капуу;
- Википедија:Непознат датум — Рицимер победио Вандале у бици на мору код Корзике;
- 17. октобар — Рицимер је победио цара Авита и постао де факто владар Западног римског царства;